# Unitatis Redintegratio
Unitatis Redintegratio (лат. Відновлення єдності) — декрет Другого Ватиканського собору Католицької церкви, присвячений екуменізму. Затверджено папою Павлом VI 21 листопада 1964 року, після того як він був схвалений на соборі. За остаточний варіант документа висловилося 2137 учасників собору, проти — 11. Свою назву отримав за прийнятою в католицизмі практиці за своїми двома першими словами.
Декрет Unitatis Redintegratio — один з дев'яти декретів Другого Ватиканського собору.

## Структура
Декрет складається з 24 статей, об'єднаних у 3 розділи, і передує вступом:
1. Вступ (стаття 1)
2. Про католицькі засади екуменізму (статті 2-4)
3. Про здійснення екуменізму (статті 5-12)
4. Про Церкви і церковні громади, відокремлені від Римського Апостольського Престолу (статті 13-24)
  1. Про особливу повагу до Східних Церков (статті 14-18)
  2. Про відокремлені Церкви і церковні громади на Заході (статті 19-24)

## Зміст
Декрет присвячений екуменізму, як його розуміє Католицька церква. Преамбула декрету констатує, що прагнення до християнської єдності є нагальною задачею для християн, і що «поділ прямо суперечить волі Христа, служить спокусою для світу і завдає шкоди найсвятішій справі — проповіді Євангелія всьому творінню».
Перша глава викладає католицькі принципи екуменізму. Підкреслюється, що єдина Церква Христова перебуває в Католицькій церкві — «Адже повноту спасительних засобів можна одержати тільки в католицькій Христовій Церкві», але в той же час декрет заявляє про неможливість звинувачувати християн з громад, розділених з Католицькою церквою, в гріху поділу:
|  | чимале число громад відокремилося від повного спілкування з Католицькою Церквою, іноді не без вини людей: і з того, і з іншого боку. Однак тих, хто народжується нині в таких Спільнотах і виконується віри в Христа, не можна звинувачувати в гріху поділу, і Католицька Церква приймає їх з братньою шаною і любов'ю. Бо ті, хто вірує в Христа і належним чином прийняв хрещення, перебувають у певному спілкуванні з Католицькою Церквою, хай навіть неповному ... Тим не менш, виправдавшись вірою в хрещення, вони поєднуються Христу і, отже, по праву носять ім'я християн, а чада Католицької Церкви з повною підставою визнають їх братами у Господі. |

Другий розділ описує як повинен будуватися екуменічний діалог з некатолицькими християнськими церквами. Третя глава розглядає окремо дві групи некатолицьких церков: Східні (автокефальні Православні церкви та Давньосхідні церкви) і Західні (маються на увазі в першу чергу різні протестантські церкви і громади).
Декрет припускає спільне відправлення обрядів зі Східними церквами:
|  | Оскільки ці Церкви, хоча і відділені від нас, мають істинні таїнства, особливо, по апостольській наступності, Священства і Євхаристії, завдяки яким вони досі дуже тісно пов'язані з нами, то спільна участь у сакральних діях (communicatio in sacris) у відповідних обставинах і зі згоди церковної влади, не тільки можливі але і бажані. |